# Liste der Baudenkmäler in Angermund
Die Liste der Baudenkmäler in Angermund enthält die denkmalgeschützten Bauwerke auf dem Gebiet von Düsseldorf-Angermund, Stadtbezirk 5, in Nordrhein-Westfalen. Diese Baudenkmäler sind in der Denkmalliste der Stadt Düsseldorf eingetragen; Grundlage für die Aufnahme ist das Denkmalschutzgesetz Nordrhein-Westfalen (DSchG NRW).

## Baudenkmäler
| Bild              | Bezeichnung                                                  | Lage                                  | Beschreibung                            | Bauzeit             | Eingetragen seit   | Denkmal- nummer |
| ----------------- | ------------------------------------------------------------ | ------------------------------------- | --------------------------------------- | ------------------- | ------------------ | --------------- |
| weitere Bilder    | Vorgeschichtlicher Siedlungsplatz                            | Am Dickenbusch o. Nr. Karte           |                                         | ca. 700–450 v. Chr. | 13. Oktober 2005   | A 1545          |
| weitere Bilder    | Arbeitersiedlungsbau                                         | Am Froschenteich 18, 20, 22, 24 Karte |                                         | Mitte 19. Jh.       | 20. Juli 2001      | A 1498          |
| BW                |                                                              | Angermunder Straße 39a Karte          | Architekt: Ludwig H. Fettweis           | 1912                | 19. November 2010  | A 1603          |
| BW                |                                                              | Angermunder Straße 62 Karte           |                                         | 1912                | 2. Juni 2008       | A 1573          |
|                   |                                                              | Auf der Krone 27 Karte                | Architekt Ludwig. Fettweis              | 1907                | 20. Juli 1995      | A 1366          |
| weitere Bilder    |                                                              | Bahnhofstraße 11 Karte                | Architekt Ludwig H. Fettweis            | 1904                | 25. Oktober 1993   | A 1269          |
| weitere Bilder    |                                                              | Bahnhofstraße 21 Karte                | Wohn- und Siedlungsbau der 1930er Jahre | 1930–1931           | 5. September 2011  | A 1612          |
| weitere Bilder    |                                                              | Bahnhofstraße 23 Karte                |                                         | 1928                | 12. April 2010     | A 1594          |
| weitere Bilder    |                                                              | Bahnhofstraße 25 Karte                |                                         | 1933                | 12. Dezember 2009  | A 1595          |
| weitere Bilder    |                                                              | Graf-Engelbert-Straße 2 Karte         | Architekt Ludwig. Fettweis              | 1925                | 23. Mai 2011       | A 1608          |
| weitere Bilder    |                                                              | Graf-Engelbert-Straße 5, 7 Karte      |                                         | 1926                | 12. März 1982      | A 46            |
| weitere Bilder    | Bürgerhaus Angermund                                         | Graf-Engelbert-Straße 9 Karte         |                                         | 18. Jh.             | 5. März 1984       | A 553           |
| weitere Bilder    | St. Agnes                                                    | Graf-Engelbert-Straße 20 Karte        |                                         | 17. Jh., 1871–1873  | 15. Dezember 1983  | A 493           |
| weitere Bilder    |                                                              | Graf-Engelbert-Straße 26 Karte        |                                         | Ende 19. Jh.        | 5. März 1984       | A 554           |
| weitere Bilder    |                                                              | Graf-Engelbert-Straße 37 Karte        |                                         | Mitte 19. Jh.       | 25. Mai 1984       | A 603           |
| weitere Bilder    | Burg Angermund                                               | Graf-Engelbert-Straße 72 Karte        |                                         | 14. Jh.             | 23. Februar 1984   | A 548           |
| BW                | Wallanlage, Burg, Kellnerei                                  | Graf-Engelbert-Straße 72 Karte        |                                         | Ende 12. Jh.        | 21. September 1999 | A 1468          |
| weitere Bilder    | Haus Bilkrath                                                | Heltorfer Schloßallee 24 Karte        |                                         | ca. 15. Jh.         | 1. Oktober 1990    | A 1217          |
| BW                | Pappelhof                                                    | Heltorfer Schloßallee 31 Karte        |                                         | ca. 1837            | 13. September 2007 | A 1567          |
| BW                |                                                              | Heltorfer Schloßallee 51 Karte        |                                         | 1911                | 22. April 1996     | A 1391          |
| BW                |                                                              | Heltorfer Schloßallee 57 Karte        |                                         | Ende 19. Jh.        | 19. April 1996     | A 1390          |
| weitere Bilder    | Schloss Heltorf mit Park, Nebengebäuden und sog. Dicke Busch | Heltorfer Schloßallee 100 Karte       |                                         | 17., 19. Jh.        | 13. Mai 1987       | A 1042          |
| Kapelle St. Agnes | Kapelle St. Agnes                                            | Kalkweg o. Nr.                        |                                         | 1783                | 10. November 2010  | A 1601          |
| weitere Bilder    | Hubertuskapelle (auch: Kapelle Winkelhausen)                 | Koenenkampweg 10 Karte                |                                         | Ende 18. Jh.        | 6. Dezember 1984   | A 797           |
|                   | Grabkapelle von Spee                                         | Rahmer Straße o. Nr., bei Nr. 15      |                                         | 1812                | 24. November 2010  | A 1604          |
| BW                | Verloher Hof                                                 | Verloher Kirchweg 60 Karte            |                                         | 18., Anfang 20. Jh. | 7. Oktober 1994    | A 1322          |
| weitere Bilder    | Gut Groß Winkelhausen                                        | Verloher Kirchweg 101 Karte           |                                         | ca. 1688            | 24. November 1983  | A 473           |
| BW                | Mittelalterlicher Siedlungsplatz                             | Verloher Kirchweg bei 101 Karte       |                                         | mittelalterlich     | 10. April 1997     | A 1418          |